# Petre Bagration-Grouzinski (1920-1984)
Pierre II
Pour l’article homonyme, voir Petre Bagration-Grouzinski (1857-1922).
Petre Petrovitch Bagration-Grouzinski (géorgien : პეტრე გრუზინსკი), dit Pierre II de Géorgie, né le 28 mars 1920 à Tbilissi et mort 13 août 1984 à Tbilissi, est un poète géorgien et un grand artiste de la RSS de Géorgie.

## Biographie
Né le 28 mars 1920 en Géorgie, Petre Bagration-Grouzinski était selon les sources le fils du prince Papuna Alexandrovitch Bagration-Gruzinsky et de la fille (ou divorcée) d'un paysan, du nom d'Oboladzé, qu'il aurait peut-être épousée, ou de Thamar Alexandrovna Dekanozishvili (1897-1977), épousée à une date inconnue des historiens et de quarante ans sa cadette (ces deux femmes pouvant également être une seule et même personne, Thamar Dekanozishvili ayant été mariée en premières noces à un Alexandre Timofeïevitch Oboladzé † 1923, connu pour avoir été un hors-la-loi). Le prince Papouna Bagration-Grouzinski aurait par ailleurs eu d'autres enfants, en plus de ses fils Constantin et Pierre.
En 1939, à la mort de son frère aîné Constantin, Pierre devint prétendant au trône de Géorgie mais dut bientôt faire face à la proclamation de son cousin éloigné d'Espagne Irakli Bagration-Mukhransky, duc de Moukhran, en tant que roi titulaire de Géorgie. Il fut alors abandonné par une grande partie de ses partisans qui lui préférèrent son cousin le prince Irakli.
Pierre Grouzinski était également connu pour ses talents de poète et il composa plusieurs chansons lyriques avec Georges Tsabadzé et Gia Kancheli. Il fut un des réalisateurs de la célèbre comédie soviétique Mimino (1977)[réf. nécessaire]. Pierre Grouzinski est mort le 13 août 1984, sept ans avant l'indépendance de son pays pour laquelle il se battait activement.

## Famille
Pierre Bagration-Grouzinski avait épousé en 1939 Kéthévane Filimonovna Siradzé de qui il n'eut pas d'enfants. Il se remaria le 14 septembre 1944 avec Liya Dimitrievna Mgeladze (en), qui appartient à une famille descendante de l'ancienne petite noblesse de Gourie. Il eut de cette seconde union trois enfants:
- Dali Petrovna Bagration-Gruzinskaya (née le 17 octobre 1939), épouse Bruno Babunachvili, puis Zurab Vakhtangovitch Kurachvili (sans postérité)
- Mzevinar Petrovna Bagration-Gruzinskaya (née le 15 septembre 1945)
- Nougzar Petrovitch Bagration-Gruzinski (né le 25 août 1950)